# Добрч (гміна)
Гміна Добрч (пол. Gmina Dobrcz) — сільська гміна у північній Польщі. Належить до Бидґозького повіту Куявсько-Поморського воєводства.
Станом на 31 грудня 2011 у гміні проживало 10396 осіб.

## Площа
Згідно з даними за 2007 рік площа гміни становила 130.41 км², у тому числі:
- орні землі: 81.00%
- ліси: 7.00%

Таким чином, площа гміни становить 9.35% площі повіту.

## Населення
Станом на 31 грудня 2011:
| Опис     | Загалом | Загалом | Чоловіки | Чоловіки | Жінки | Жінки |
| -------- | ------- | ------- | -------- | -------- | ----- | ----- |
| одиниця  | осіб    | %       | осіб     | %        | осіб  | %     |
| все      | 10396   | 100     | 5195     | 49.97    | 5201  | 50.03 |
| міське   | 0       | 100     | 0        |          | 0     |       |
| сільське | 10396   | 100     | 5195     | 49.97    | 5201  | 50.03 |

## Сусідні гміни
Гміна Добрч межує з такими гмінами: Домброва-Хелмінська, Короново, Осельсько, Прущ.